# Jaan Kirsipuu
Jaan Kirsipuu (Tartu, 17 luglio 1969) è un dirigente sportivo ed ex ciclista su strada estone.
Professionista dal 1993 al 2012, aveva caratteristiche di velocista. Dal 2013 è direttore sportivo alla Astana.

## Carriera
Passato professionista nel 1993, fronteggiò nella sua carriera velocisti quali Mario Cipollini ed Erik Zabel. La scarsa tenuta in salita, che ha da sempre contraddistinto la sua carriera, gli impedì di vincere, al contrario dei sopracitati, grandi classiche (riuscì a conquistare solo i terzi posti alla Parigi-Tours nel 1998 e 1999 ed alla Gand-Wevelgem del 2004) e di portare a termine un grande giro.
Vincitore di numerose frazioni in piccole corse a tappe e di diversi titoli nazionali sia in linea che a cronometro, nonché di due edizioni della Coppa di Francia (1999 e 2003), legò i suoi migliori ricordi al Tour de France: riuscì infatti a vincere quattro tappe ed a indossare la maglia gialla per sei giorni nell'edizione del 1999, rimanendo tuttora l'unico atleta del suo Paese ad esserci riuscito. Partecipò una sola volta al Giro d'Italia, nel 2005, giungendo secondo a Marina di Grosseto, quinto a Rovereto e settimo nel prologo di Reggio Calabria, ma non riuscì a portare a termine la corsa.
L'8 ottobre 2006 disputò la Parigi-Tours, l'ultima sua gara professionistica in seguito all'annuncio del ritiro. Ha conseguito in totale 130 vittorie. Nel 2007, nonostante il ritiro, riuscì a laurearsi nuovamente campione nazionale a cronometro e terminò al secondo posto la gara in linea. La stessa cosa accadde nel 2008, con la vittoria del titolo nazionale in linea, seguita dalla decisione di continuare la carriera professionale con squadre minori.

## Palmarès
- 1989 (dilettanti)

5ª tappa, 2ª semitappa Tour du Hainaut Occidental (Obiegies > Bellegem)
- 1990 (dilettanti)

6ª tappa Postgirot Open
Prix des Flandres Françaises
- 1992 (dilettanti)

Tro-Bro Léon
Parigi-Mantes
3ª tappa GP Faber (Vianden > Diekirch)
1ª tappa Cinturón Ciclista Internacional a Mallorca
5ª tappa Cinturón Ciclista Internacional a Mallorca
1ª tappa Paris-Bourges (Morsang-sur-Orge > Étampes)
- 1993 (Chazal-Vetta-MBK, sei vittorie)

3ª tappa Quatre Jours de Dunkerque (Wimereux > Douai)
1ª tappa, 1ª semitappa Quatre Jours de l'Aisne
1ª tappa, 2ª semitappa Quatre Jours de l'Aisne
5ª tappa Quatre Jours de l'Aisne
4ª tappa Tour de l'Avenir
Grand Prix d'Isbergues
- 1994 (Chazal-MBK, quattro vittorie)

4ª tappa Tour d'Armorique
2ª tappa Quatre Jours de l'Aisne
5ª tappa Quatre Jours de l'Aisne
4ª tappa Tour du Poitou-Charentes (Niort > L'Isle-Jourdain)
- 1995 (Chazal-König, tre vittorie)

4ª tappa, 1ª semitappa Quatre Jours de l'Aisne
2ª tappa Tour du Poitou-Charentes (Cognac > Marennes)
3ª tappa Tour du Poitou-Charentes (Marennes > Bressuire)
- 1996 (Casino-C'est votre équipe, una vittoria)

Grand Prix du Nord-Pas-de-Calais
- 1997 (Casino-C'est votre équipe, nove vittorie)

Cholet-Pays de Loire
Tour de Vendée
Parigi-Mantes
5ª tappa Tour de Luxembourg
1ª tappa Tour du Poitou-Charentes
2ª tappa Tour du Poitou-Charentes
3ª tappa Tour de Pologne (Radziejów > Bełchatów)
4ª tappa Tour de Pologne (Radomsko > Jastrzębie-Zdrój)
1ª tappa Giro di Puglia (Foggia > Molfetta)
- 1998 (Casino-AG2R, sedici vittorie)

5ª tappa Étoile de Bessèges (Bessèges > Bessèges)
Cholet-Pays de Loire
Route Adélie de Vitré
1ª tappa Circuit de la Sarthe
3ª tappa Circuit de la Sarthe
5ª tappa Circuit de la Sarthe
Grand Prix de Denain
1ª tappa Quatre Jours de Dunkerque
Grand Prix de Villers-Cotterêts
3ª tappa Route du Sud
Campionati estoni, Prova in linea
Campionati estoni, Prova a cronometro
2ª tappa Tour du Poitou-Charentes
3ª tappa Vuelta a España (Cadice > Estepona)
1ª tappa Giro di Puglia (Manfredonia > Cerignola)
3ª tappa Giro di Puglia (Ostuni > Castro Marina)
- 1999 (Casino-C'est votre équipe, diciotto vittorie)

4ª tappa Étoile de Bessèges (Bagnols-sur-Cèze > Bagnols-sur-Cèze)
5ª tappa Étoile de Bessèges (Molières-sur-Cèze > Bessèges)
2ª tappa Tour Méditerranéen
3ª tappa Parigi-Nizza (Sens > Nevers)
Cholet-Pays de Loire
Tour de Vendée
6ª tappa Quatre Jours de Dunkerque
7ª tappa Quatre Jours de Dunkerque
2ª tappa, 2ª semitappa, Tour de l'Oise
Classifica generale Tour de l'Oise
3ª tappa Tour de Luxembourg
1ª tappa, 2ª semitappa, Postgirot Open
Campionati estoni, Prova a cronometro
Campionati estoni, Prova in linea
1ª tappa Tour de France (Montaigu > Challans)
5ª tappa Tour du Poitou-Charentes
3ª tappa Tour de Pologne (Ciechocinek > Kalisz)
3ª tappa Giro della Provincia di Lucca
- 2000 (AG2R Prévoyance, tredici vittorie)

1ª tappa Étoile de Bessèges (La Ciotat > Aubagne)
3ª tappa Étoile de Bessèges (Nîmes > Les Fumades)
6ª tappa Étoile de Bessèges (Bessèges > Bessèges)
1ª tappa Tour Méditerranéen
Classic Haribo
1ª tappa Parigi-Nizza (Sens > Nevers)
5ª tappa, 1ª semitappa Setmana Catalana
Tour de Vendée
6ª tappa, 2ª semitappa, Quatre Jours de Dunkerque
6ª tappa Post Danmark Rundt
2ª tappa Tour de Pologne (Malbork > Toruń)
3ª tappa Tour de Pologne (Inowrocław > Kalisz)
4ª tappa Tour de Pologne (Ostrów Wielkopolski > Jelenia Góra)
- 2001 (AG2R Prévoyance, diciotto vittorie)

5ª tappa Tour Méditerranéen
6ª tappa Tour Méditerranéen
Route Adélie de Vitré
2ª Circuit de la Sarthe
3ª tappa, 1ª semitappa Circuit de la Sarthe
Grand Prix de Denain
1ª tappa Quatre Jours de Dunkerque
3ª tappa Quatre Jours de Dunkerque
4ª tappa Quatre Jours de Dunkerque
6ª tappa, 2ª semitappa Quatre Jours de Dunkerque
2ª tappa Tour de l'Oise
2ª tappa Tour de Luxembourg
Campionati estoni, Prova in linea
6ª tappa Tour de France (Commercy > Strasburgo)
6ª tappa Post Danmark Rundt
2ª tappa Tour du Poitou-Charentes
1ª tappa Tour de Pologne (Danzica > Sopot)
1ª tappa Giro della Provincia di Lucca
- 2002 (AG2R Prévoyance, otto vittorie)

4ª tappa Étoile de Bessèges (Alès > Laudun-l'Ardoise)
5ª tappa Étoile de Bessèges (Sauve > Bessèges)
Classic Haribo
Kuurne-Bruxelles-Kuurne
Campionati estoni, Prova a cronometro
Campionati estoni, Prova in linea
Tartu Tänavasõit
5ª tappa Tour de France (Soissons > Rouen)
- 2003 (AG2R Prévoyance, dodici vittorie)

Gran Premio Costa degli Etruschi
5ª tappa Étoile de Bessèges (Branoux-les-Taillades > Bessèges)
Classic Haribo
3ª tappa Trois jours de Flandre-Occidentale
Classifica generale Trois jours de Flandre-Occidentale
Tour de Vendée
3ª Quatre Jours de Dunkerque
Ühispank Tartu Grand Prix
Campionati estoni, Prova a cronometro
6ª tappa Post Danmark Rundt
3ª tappa Tour du Poitou-Charentes
1ª tappa Paris-Corrèze
- 2004 (AG2R Prévoyance, otto vittorie)

2ª tappa Étoile de Bessèges (Palavas-les-Flots > Palavas-les-Flots)
5ª tappa Étoile de Bessèges (Branoux-les-Taillades > Les Salles-du-Gardon)
2ª tappa Trois jours de Flandre-Occidentale
3ª tappa Trois jours de Flandre-Occidentale
Campionati estoni, Prova a cronometro
1ª tappa Tour de France (Liegi > Charleroi)
4ª tappa Tour de la Région Wallonne
1ª tappa Paris-Corrèze
- 2005 (Crédit Agricole, quattro vittorie)

Campionati estoni, Prova a cronometro
Campionati estoni, Prova in linea
3ª tappa Tour du Poitou-Charentes
3ª tappa Tour de Pologne (Ostróda > Bydgoszcz)
- 2006 (Crédit Agricole, tre vittorie)

2ª tappa Étoile de Bessèges (Nîmes > Saint-Ambroix)
5ª tappa Étoile de Bessèges (Gagnières > Bessèges)
Campionati estoni, Prova a cronometro
- 2007 (CFC/Ruutmeeter, una vittoria)

Campionati estoni, Prova a cronometro
- 2008 (Rietumu Bank-Riga, una vittoria)

Campionati estoni, Prova in linea
- 2009 (Letua Cycling Team, sette vittorie)

9ª tappa Tour du Cameroun
7ª tappa Tour du Maroc
3ª tappa FBD Insurance Rás
8ª tappa FBD Insurance Rás
3ª tappa Tour de Hokkaido
4ª tappa Tour de Hokkaido
1ª tappa Herald Sun Tour
- 2011 (Champions System, due vittorie)

4ª tappa Tour de Korea
Jurmala Grand Prix

### Altri successi
- 1993 (Chazal-Vetta-MBK)

Criterium di Bergerac
- 1996 (Casino-C'est votre équipe)

Criterium di Zwanenburg
- 1999 (Casino-C'est votre équipe)

Classifica generale Coppa di Francia
- 2001 (AG2R Prévoyance)

Tartu Tänavasõit
- 2002 (AG2R Prévoyance)

Elva Rattaralli
- 2003 (AG2R Prévoyance)

Criterium di San Quintino
Classifica generale Coppa di Francia
- 2004 (AG2R Prévoyance)

Elva Rattaralli
- 2005 (Crédit Agricole)

Lauri Aus Memorial
Otepää Rattamaraton
- 2007 (CFC/Ruutmeeter)

1ª tappa Saaremaa Velotuur
Classifica generale Saaremaa Velotuur
- 2008 (Rietumu Bank-Riga)

Elva Tänavasõit
Võru Rattaralli
Classifica generale Saaremaa Velotuur
- 2009 (Letua Cycling Team)

Püha Loomaaia Rattaralli
Viljandi Tänavasõit
Prologo Saaremaa Velotuur
2ª tappa Saaremaa Velotuur
4ª tappa, 2ª semitappa Saaremaa Velotuur
Lauri Aus Memorial
Võru Rattaralli
- 2010 (CKT TMIT-Champion System)

Tallinna Rattaralli
- 2011 (Champions System)

1ª tappa Saaremaa Velotuur (cronosquadre)

## Piazzamenti

### Grandi giri
- Tour de France

1993: fuori tempo (10ª tappa)
1994: ritirato (12ª tappa)
1995: fuori tempo (7ª tappa)
1997: ritirato (9ª tappa)
1998: ritirato (10ª tappa)
1999: ritirato (9ª tappa)
2000: ritirato (12ª tappa)
2001: ritirato (10ª tappa)
2002: ritirato (11ª tappa)
2003: ritirato (7ª tappa)
2004: ritirato (9ª tappa)
2005: ritirato (9ª tappa)
- Vuelta a España

1998: ritirato
- Giro d'Italia

2005: non partito (13ª tappa)